# Bondurant, Iowa
Bondurant este un oraș din comitatul Polk, statul Iowa din Statele Unite ale Americii.
1. ↑  2010 U.S. Gazetteer Files, accesat în 9 iulie 2020